# Jihād offensivo
Il jihād offensivo è il jihād finalizzato all'espansione dell'Islam. Promosso da alcuni musulmani, come ʿAbd Allāh Yūsuf al-ʿAzzām e Sayyid Qutb, il jihād offensivo implica il combattimento armato e non la lotta condotta sul terreno spirituale.

## Ideologia
Secondo l'Enciclopedia dell'Oriente "mentre il jihād offensivo è completamente ammesso nell'Islam sunnita, è proibito per alcuni gruppi maggioritari di musulmani sciiti, che considerano solo l'Imam, adesso nascosto, in grado di decidere se promuovere una guerra o no".
Il principio base della lotta nel Corano è che le altre comunità dovrebbero essere trattate come la propria. Combattere è giustificato da motivi di autodifesa, di aiuto di altri musulmani e dalla violazione di un trattato, ma la lotta dev'essere interrotta se queste circostanze cessano di esistere.

## Sostenitori

### ʿAbd Allāh al-ʿAzzām
Al-ʿAzzām è stato un "sapiente" musulmano, predicatore e sostenitore del jihād. Egli pronunciò una fatwā "in difesa delle terre islamiche", secondo cui il jihād costituisce il primo obbligo del credente subito dopo l'imān (fede), e produsse altre opere sul jihād contro i marxisti afghani e gli invasori sovietici dell'Afghanistan. La fatwa di al-ʿAzzām è innanzitutto un appello al jihād difensivo in Afghanistan, ma descrive anche il jihād offensivo, sostenendo che esso deve essere adempiuto contro i kuffār e che è di due tipi: difensivo e offensivo.

Al-ʿAzzām affermava che il jihād offensivo non ha la priorità, in quanto preceduto da quello difensivo che interessa le terre dei musulmani, unico a costituire un autentico obbligo religioso. Il jihād offensivo è farḍ kifāya (obbligo collettivo), più importante dell'obbligo del singolo musulmano(farḍ al-ʿayn). Secondo al-ʿAzzām, se i leader islamici non mandano "un esercito per terrorizzare gli infedeli" cadono "nel peccato". Al-ʿAzzām ricordava che, in accordo con la dottrina classica, l'obiettivo del jihād è quello di obbligare i non musulmani a pagare la Jizya, la tassa di capitazione. I non musulmani non devono invece pagare la meno onerosa Zakat, che è di esclusiva pertinenza dei musulmani.

Quando i kuffār (infedeli) non sono in grado di combattere i musulmani, il combattimento diventa farḍ kifāya, 

### Sayyid Qutb
Nel suo famoso libro del 1964 Maʿālim fī l-tarīq, il teorico fondamentalista Sayyid Qutb, si è scagliato ripetutamente contro l'idea che "la guerra di jihād sia solo per difesa" accusando di questo equivoco quei musulmani "sconfitti dagli attacchi dei perfidi orientalisti occidentali".

Non c'è possibilità di sostenere che l'obiettivo principale dei movimenti islamici sia solamente difensivo. Coloro che dicono che il jihād è esclusivamente per "la difesa delle terre dell'Islam", sminuiscono la grandezza della visione islamica della vita.
Qutb riteneva che i musulmani fossero stati trattenuti dalla lotta per un breve periodo "alla Mecca e nel primo periodo della loro migrazione a Medina", ma dopo questo "i musulmani hanno avuto il permesso di combattere contro gli aggressori, ed infine, contro tutti i politeisti" (in cui Qutb comprende anche ebrei e cristiani). Secondo Qutb quest'ordine è quello finale per i musulmani ed era ai suoi tempi più attuale che mai.